# Türk hantmadár
A türk hantmadár (Oenanthe finschii) a madarak osztályának a verébalakúak (Passeriformes) rendjéhez és a  légykapófélék (Muscicapidae) családjához tartozó faj.

## Rendszerezése
A fajt Theodor von Heuglin német utazó és ornitológus írta le 1869-ben, a Saxicola nembe Saxicola Finschii néven.

## Alfajai
- Oenanthe finschii barnesi (Oates, 1890)
- Oenanthe finschii finschii (Heuglin, 1869)[2]

## Előfordulása
Afganisztán, Azerbajdzsán, Bahrein, Bulgária, Ciprus, Egyiptom, Grúzia, Görögország, India, Irán, Irak, Izrael, Jordánia, Kazahsztán, Kuvait, Libanon, Líbia, Marokkó, Omán, Örményország, Pakisztán, Katar, Szaúd-Arábia, Szíria, Tádzsikisztán, Törökország, Türkmenisztán és Üzbegisztán területén honos.
Természetes élőhelyei a szubtrópusi vagy trópusi füves puszták és cserjések, sziklás környezetben, valamint sivatagok. Vonuló faj.

## Megjelenése
Átlagos testhossza 14 centiméter, testtömege 22–32 gramm.

## Életmódja
Gerinctelenekkel és magvakkal táplálkozik.

## Természetvédelmi helyzete
Az elterjedési területe nagyon nagy, egyedszáma 1,000,000-3,999,999 példány közötti és stabil. A Természetvédelmi Világszövetség Vörös listáján nem fenyegetett fajként szerepel.